# Craig G. Lilyestrom
Craig Gustaf Lilyestrom (* 8. April 1950 in Worcester, Massachusetts) ist ein US-amerikanischer Ichthyologe.

## Leben
Lilyestrom ist der Sohn von Waino A. and Roselia S. Lilyestrom. Nach seinem Abschluss an der David Prouty High School in  Spencer, Massachusetts, im Jahr 1968 studierte er an der University of Massachusetts Amherst, wo er 1972 seinen Bachelor of Science in Fischereibiologie erwarb. Im Juli 1975 heiratete er Maria Josefa Luna Eslava. Aus dieser Ehe gingen ein Sohn und eine Tochter hervor. Ab 1973 erforschte er über einen Zeitraum von elf Jahren die Süßwasserfischfauna in Venezuela, wobei er sich zwischen 1976 und 1977 an einem Projekt in Zusammenarbeit mit Donald C. Taphorn zur biologischen Schädlingsbekämpfung im Maracaibo-See beteiligte.
Von 1978 bis 1990 war er Assistant Professor an der Universidad Nacional Experimental de los Llanos Occidentales Ezequiel Zamora (UNELLEZ) in Guanare, Venezuela. Neben seiner Lehrtätigkeit in den Fächern Aquatische Biologie für Studenten und Management sowie Erhaltung der aquatischen Fauna für Doktoranden führte er taxonomische Forschungen über die Fische des Orinoco-Beckens durch.
1983 schrieb sich Lilyestrom an der School of Forestry, Wildlife, and Fisheries der Louisiana State University in Baton Rouge ein, wo er 1986 mit der Arbeit Diet and food assimilation of channel catfish and Malaysian prawns in polyculture as determined by stomach content analysis and stable carbon isotope ratios zum Master of Science in Fischereiwissenschaft graduierte und 1989 mit der Dissertation Induction of Polyploidy in Ictalurid Catfish and Comparative Performance of. Diploid and Triploid Channel Catfish and Channel X Blue Catfish Hybrids unter der Leitung von William R. Wolters zum Ph.D. promoviert wurde.
1990 zog Lilyestrom nach Puerto Rico, wo er von 1993 bis 2018 Direktor der Abteilung für marine Ressourcen des Department of Natural & Environmental Resources (DNER) der Universität von Puerto Rico in San Juan war. Seine Tätigkeiten umfassten das Management der Binnen- und Meeresfischerei, Bewertung von Schäden an natürlichen Ressourcen, Wiederherstellung natürlicher Ressourcen, Überwachung des Personals, Vertreter von Treuhändern für natürliche Ressourcen sowie die Verwaltung von Fördermitteln.
Seit Juli 2018 ist er Mitarbeiter bei der gemeinnützigen Organisation Pesca, Playa y Ambiente in Puero Rico. 
1983 und 1984 beschrieb Lilystrom in Zusammenarbeit mit Taphorn die Fischarten Lamontichthys llanero, Lamontichthys maracaibero, Rhinodoras thomersoni und Xyliphius kryptos. 1984 widmete er Taphorn die Art Hypostomus taphorni.